# Драговац (Бојник)
Драговац је насеље у Србији у општини Бојник у Јабланичком округу. Према попису из 2022. било је 724 становника (према попису из 2002. било је 1.005 становника).

## Демографија
У насељу Драговац живи 755 пунолетних становника, а просечна старост становништва износи 37,1 година (37,0 код мушкараца и 37,3 код жена). У насељу има 283 домаћинства, а просечан број чланова по домаћинству је 3,55.
Ово насеље је углавном насељено Србима (према попису из 2002. године), а у последња три пописа, примећен је пад у броју становника.
|  |

| Демографија | Демографија | Демографија |
| Година      | Становника  | Становника  |
| ----------- | ----------- | ----------- |
| 1948.       | 674         |             |
| 1953.       | 743         |             |
| 1961.       | 785         |             |
| 1971.       | 988         |             |
| 1981.       | 949         |             |
| 1991.       | 1.013       | 999         |
| 2002.       | 1.005       | 1.093       |
| 2011.       | 900         |             |

| Етнички састав према попису из 2002.‍ | Етнички састав према попису из 2002.‍ | Етнички састав према попису из 2002.‍ | Етнички састав према попису из 2002.‍ | Етнички састав према попису из 2002.‍ |
| ------------------------------------ | ------------------------------------ | ------------------------------------ | ------------------------------------ | ------------------------------------ |
|                                      |                                      |                                      |                                      |                                      |
| Срби                                 | Срби                                 |                                      | 810                                  | 80,59%                               |
| Роми                                 | Роми                                 |                                      | 194                                  | 19,30%                               |
| Буњевци                              | Буњевци                              |                                      | 1                                    | 0,09%                                |
| непознато                            | непознато                            |                                      | 0                                    | 0,0%                                 |

| Година пописа     | 1948. | 1953. | 1961. | 1971. | 1981. | 1991. | 2002. |
| ----------------- | ----- | ----- | ----- | ----- | ----- | ----- | ----- |
| Број домаћинстава | 112   | 125   | 152   | 220   | 258   | 280   | 283   |

| Број чланова      | 1  | 2  | 3  | 4  | 5  | 6  | 7  | 8 | 9 | 10 и више | Просек |
| ----------------- | -- | -- | -- | -- | -- | -- | -- | - | - | --------- | ------ |
| Број домаћинстава | 31 | 77 | 36 | 61 | 32 | 28 | 12 | 4 | 0 | 2         | 3,55   |

| Пол    | Укупно | Неожењен/Неудата | Ожењен/Удата | Удовац/Удовица | Разведен/Разведена | Непознато |
| ------ | ------ | ---------------- | ------------ | -------------- | ------------------ | --------- |
| Мушки  | 406    | 86               | 291          | 24             | 5                  | 0         |
| Женски | 387    | 37               | 289          | 49             | 11                 | 1         |
| УКУПНО | 793    | 123              | 580          | 73             | 16                 | 1         |

| Пол    | Укупно                    | Пољопривреда, лов и шумарство | Рибарство                            | Вађење руде и камена | Прерађивачка индустрија       |
| ------ | ------------------------- | ----------------------------- | ------------------------------------ | -------------------- | ----------------------------- |
| Мушки  | 239                       | 58                            | 0                                    | 0                    | 45                            |
| Женски | 128                       | 78                            | 0                                    | 0                    | 20                            |
| УКУПНО | 367                       | 136                           | 0                                    | 0                    | 65                            |
| Пол    | Производња и снабдевање   | Грађевинарство                | Трговина                             | Хотели и ресторани   | Саобраћај, складиштење и везе |
| Мушки  | 1                         | 45                            | 30                                   | 6                    | 7                             |
| Женски | 0                         | 1                             | 10                                   | 1                    | 0                             |
| УКУПНО | 1                         | 46                            | 40                                   | 7                    | 7                             |
| Пол    | Финансијско посредовање   | Некретнине                    | Државна управа и одбрана             | Образовање           | Здравствени и социјални рад   |
| Мушки  | 1                         | 1                             | 24                                   | 6                    | 4                             |
| Женски | 0                         | 1                             | 4                                    | 6                    | 5                             |
| УКУПНО | 1                         | 2                             | 28                                   | 12                   | 9                             |
| Пол    | Остале услужне активности | Приватна домаћинства          | Екстериторијалне организације и тела | Непознато            | Непознато                     |
| Мушки  | 11                        | 0                             | 0                                    | 0                    | 0                             |
| Женски | 1                         | 0                             | 0                                    | 1                    | 1                             |
| УКУПНО | 12                        | 0                             | 0                                    | 1                    | 1                             |

## Познате личности
- Рустем Сејдић, трубач српске војске у Првом светском рату и носилац Албанске споменице и Карађорђеве звезде
- Фејат Сејдић, српски трубач и музичар